# Episodi di Shadowhunters (terza stagione)
La terza e ultima stagione della serie televisiva Shadowhunters, composta da 22 episodi, è trasmessa in prima visione negli Stati Uniti sul canale Freeform: i primi 10 episodi andarono in onda dal 20 marzo 2018, la seconda parte è stata trasmessa dal 25 febbraio 2019.
In Italia gli episodi della stagione vengono pubblicati settimanalmente su Netflix il giorno dopo la messa in onda statunitense.
A partire da questa stagione entra nel cast principale Alisha Wainwright.
| n°            | Titolo originale            | Titolo italiano                     | Prima TV USA     | Pubblicazione Italia |
| Prima parte   | Prima parte                 | Prima parte                         | Prima parte      | Prima parte          |
| ------------- | --------------------------- | ----------------------------------- | ---------------- | -------------------- |
| 1             | On Infernal Ground          | Su un suolo infernale               | 20 marzo 2018    | 21 marzo 2018        |
| 2             | The Powers That Be          | I poteri forti                      | 27 marzo 2018    | 28 marzo 2018        |
| 3             | What Lies Beneath           | Le verità nascoste                  | 3 aprile 2018    | 4 aprile 2018        |
| 4             | Thy Soul Instructed         | E lascia che istruisca la tua anima | 10 aprile 2018   | 11 aprile 2018       |
| 5             | Stronger Than Heaven        | Più forte del cielo                 | 17 aprile 2018   | 18 aprile 2018       |
| 6             | A Window Into an Empty Room | Una finestra in una stanza vuota    | 24 aprile 2018   | 25 aprile 2018       |
| 7             | Salt in the Wound           | Sale nella ferita                   | 1º maggio 2018   | 2 maggio 2018        |
| 8             | A Heart of Darkness         | Una camminata nell'oscurità         | 8 maggio 2018    | 9 maggio 2018        |
| 9             | Familia Ante Omnia          | Familia ante omnia                  | 15 maggio 2018   | 16 maggio 2018       |
| 10            | Erchomai                    | Erchomai                            | 15 maggio 2018   | 16 maggio 2018       |
| Seconda parte |                             |                                     |                  |                      |
| 11            | Lost Souls                  | Anime perse                         | 25 febbraio 2019 | 26 febbraio 2019     |
| 12            | Original Sin                | Peccato originale                   | 4 marzo 2019     | 5 marzo 2019         |
| 13            | Beati Bellicosi             | Beati bellicosi                     | 11 marzo 2019    | 12 marzo 2019        |
| 14            | A Kiss from a Rose          | Un bacio da una rosa                | 18 marzo 2019    | 19 marzo 2019        |
| 15            | To The Night Children       | Ai figli della notte                | 25 marzo 2019    | 26 marzo 2019        |
| 16            | Stay With Me                | Resta con me                        | 1 aprile 2019    | 2 aprile 2019        |
| 17            | Heavenly Fire               | Fuoco celeste                       | 8 aprile 2019    | 9 aprile 2019        |
| 18            | The Beast Within            | La bestia dentro                    | 15 aprile 2019   | 16 aprile 2019       |
| 19            | Aku Cinta Kamu              | Aku cinta kamu                      | 22 aprile 2019   | 23 aprile 2019       |
| 20            | City of Glass               | Città di vetro                      | 29 aprile 2019   | 30 aprile 2019       |
| 21            | Alliance                    | Alleanza                            | 6 maggio 2019    | 7 maggio 2019        |
| 22            | All Good Things...          | Tutte le cose belle...              | 6 maggio 2019    | 7 maggio 2019        |

## Su un suolo infernale
- Titolo originale: On Infernal Ground
- Diretto da: Matt Hastings
- Scritto da: Todd Slavkin e Darren Swimmer

### Trama
Clary, dopo aver sconfitto Valentine e aver fatto credere a tutti di aver impedito che il desiderio all'angelo Raziel fosse espresso, viene omaggiata ad Alicante dall'Inquisitore Herondale e riceve la Runa Angelica. Ormai finito l'addestramento Shadowhunter, le viene chiesto di scegliere la sua arma; lei viene attirata da due pugnali che Luke le rivelerà essere i vecchi pugnali di Jocelyn e Valentine.
A Magnus viene strappato il titolo di “Sommo Stregone di Brooklyn” per aver concesso il supporto di tutti gli stregoni alla Regina Seelie, ma nonostante lui cerchi di rimanere impassibile e sembrare quasi sollevato, le persone intorno a lui sanno che in realtà il ruolo era per lui molto importante. Ad Alec viene invece proposto di trasferirsi a Idris, dove i Nascosti non sono benvenuti, per entrare nel consiglio come delegato.
Jace, da poco tornato in vita, ha varie allucinazioni su Jonathan che gli ordina di uccidere Clary e Alec ha diversi sospetti sulla versione dei fatti che gli viene fornita dalla ragazza e dal suo Parabatai. Simon torna nel regno fatato per onorare il patto con la Regina Seelie e lì viene marchiato da Meliorn, Luke nel frattempo cerca di convincere Ollie che i licantropi non esistono.
Lilith, che vuole riportare in vita il figlio perduto, invia un demone con la faccia da Gufo a possedere un infermiere che aveva incontrato poco prima all'ospedale. Tim Dempsey, l'infermiere, uccide la moglie prima di andare verso il “tempio” della madre dei demoni. Dopo aver versato il suo sangue sull'altare, Tim si avvia per uccidere un altro dei suoi familiari, ma viene fermato da Ollie. La detective, sopraffatta dalla forza del demone, viene salvata da Luke e Clary. La Shadowhunter, abbandonati i pugnali, riesce a uccidere il demone grazie alla Runa del Sole.
- Ascolti USA: 0,49 milioni[24]

## I poteri forti
- Titolo originale: The Powers That Be
- Diretto da: Peter DeLuise
- Scritto da: Peter Binswanger

### Trama
Magnus e Alec partecipano a una festa di stregoni organizzata per “passare il testimone” al nuovo Sommo Stregone di Brooklyn, Lorenzo Rey. Durante i festeggiamenti però la ley line sotto la villa di Lorenzo viene corrotta da una forza demoniaca e Magnus interviene per salvare i presenti.
Maia investiga sul marchio che la regina Seelie ha impresso su Simon, con cui si frequenta. Il resto del branco di lupi mannari di Luke vuole invece cacciare il vampiro dal loro territorio, ma quando provano ad attaccarlo, il marchio si attiva e lo protegge.
Jace invita Clary a un appuntamento, ma i due finiscono per sedere al tavolo accanto a quello di Simon e Maia. Dopo una cena imbarazzante in cui lo Shadowhunter svela di essere andato a letto insieme con la lupa mannara, i quattro si dividono. Izzy nel frattempo passa tutto il suo tempo a investigare sulla possessione dell'infermiere Tim Dempsey e sul tipo di demone, ancora non identificato, coinvolto.
Alec si presenta alla villa di Lorenzo Rey per raccogliere una dichiarazione ufficiale su quanto accaduto in qualità di Capo dell'Istituto di New York, ma in realtà vuole distrarre Lorenzo per permettere a Magnus di esaminare la magia che ha corrotto le ley lines. Magnus scopre che la colpa non ricade come sospettato sul padre, Asmodeo, ma di su una forza molto più antica e malvagia. Per fermare le contaminazione delle ley lines che sta diventando pericolosa anche per i Mondani, Alec decide di utilizzare il nucleo di energia angelica, che però potrebbe anche portare alla distruzione dell'Istituto se dovesse verificarsi un'onda d'urto demoniaca durante il rito. Magnus collega le ley lines al nucleo e con l'aiuto di Alec riescono a irradiarle con l'energia angelica.
Lilith, sconfitta per ora, riesce comunque a salvare il suo altare.
- Ascolti USA: 0,44 milioni[25]

## Le verità nascoste
- Titolo originale: What Lies Beneath
- Diretto da: Amanda Row
- Scritto da: Alex Schemmer

### Trama
Morgan, ragazza mondana, viene attaccata dal demone di Lilith, ma riesce a difendersi e a fuggire.
Simon, ancora investigando sul suo marchio, cerca inutilmente di entrare nel reame delle fate. I lupi mannari ormai stanchi di lui, chiedono e ottengono da Luke che il vampiro lasci il loro territorio. Alec e Magnus organizzano una cena di famiglia per Maryse, giudicata come traditrice per il suo passato nel Circolo ed esiliata da Alicante.
Raphael sperimenta su Heidi, una vampira che cerca di trasformare in diurna. Nel frattempo, però, viene a mancare la sua ultima parente ancora in vita, sua sorella Rosa. Dopo un violento scontro con Simon, che non vuole svelare come è diventato un diurno, torna all'Hotel DuMort per scoprire che la sua prigioniera è fuggita.
Jace continua ad avere delle allucinazioni su Jonathan e incomincia a credere che in realtà siano dei sogni rivelatori: si convince che il demone di Lilith (denominato "Gufo") sia in realtà proprio il figlio di Valentine. Organizza quindi una missione nel locale in cui si trova Morgan, qui si confronta con Jonathan, che si rivela essere l'ennesima allucinazione. Clary e Isabelle invece riescono a incontrare il Gufo e riescono a salvare Morgan, ormai posseduta.
Il Gufo riesce a scappare e torna nel tempio di Lilith e, tolto il travestimento, si rivela essere Jace. 
- Ascolti USA: 0,46 milioni[26]

## E lascia che istruisca la tua anima
- Titolo originale: Thy Soul Instructed
- Diretto da: Emile Levisetti
- Scritto da: Jamie Gorenberg

### Trama
Jace incontra Lilith e gli viene ordinato di eliminare Morgan. Prima di arrivare alla sua cella però Clary lo risveglia dallo stato di ipnosi. Lo Shadowhunter, non ricordando niente, incomincia a convincersi di aver ereditato la psicosi della madre e intervista le persone che la conoscevano per saperne di più sui sintomi che mostrava la donna.
Heidi, libera, uccide un mondano e visita la vecchia stanza di Simon. Isabelle e Clary sono assegnate al caso e seguono le tracce del mondano, fino a trovarlo, ormai trasformato in vampiro e trovano anche Raphael incatenato al tetto dell'edificio con una gamba esposta al sole. Il vampiro, nonostante sappia chiaramente chi è la vampira che lo ha torturato, fa finta di niente con le due Shadowhunter per non rivelare i suoi esperimenti su Heidi. Isabelle però scopre tutto e chiede che Raphael di lasciare la città.
Simon, ormai senzatetto, incontra Kyle, un ragazzo che sta cercando un coinquilino con cui dividere l'affitto. Kyle, però, durante una telefonata con Luke rivela che Simon ora appartiene al Praetor, senza che il vampiro ne sia a conoscenza.
Jace incontra nuovamente Lilith che lo riporta sotto il suo controllo e le rivela che il suo amore per Clary è più forte della sua magia. Nuovamente incaricato di completare la sua missione con Morgan, travestito da Gufo, raggiunge la sua cella e la libera dalla possessione demoniaca.
- Ascolti USA: 0,35 milioni[27]

## Più forte del cielo
- Titolo originale: Stronger Than Heaven
- Diretto da: Geoff Shotz
- Scritto da: Brian Millikin

### Trama
Magnus aiuta, inconsapevolmente, Lilith a preparare una pozione per far disinnamorare Jace di Clary. Prima di completare la pozione, però, bisogna aggiungere un frammento di anima della persona oggetto dell'amore.
Jace decide di farsi curare dai Fratelli Silenti alla Città di Ossa. Clary, terrorizzata che lo Shadowhunter stia pagando le conseguenze per essere tornato in vita, confessa il suo segreto a Luke e gli chiede di portarla da sua sorella, Clio, per poter parlare con l'angelo Ithuriel. Nel frattempo, Magnus e Alec hanno una discussione sulle relazioni passate dello stregone, mentre Simon scopre la vera identità di Kyle grazie a Jace.
Dopo che un primo demone invocato da Lilith viene eliminato da Izzy, la madre dei demoni decide di prendere la situazione in mano e si reca personalmente al luogo di incontro tra la Shadowhunter e l'angelo Ithuriel. Qui, uccide l'angelo, strappandogli il cuore, e poi prende un frammento di anima a Clary. La sera, con uno stratagemma, fa bere la pozione completa a Jace, che sembra subito dimenticare il suo amore per la ragazza.
- Ascolti USA: 0,30 milioni[28]

## Una finestra in una stanza vuota
- Titolo originale: A Window Into an Empty Room
- Diretto da: Alexis Ostrander
- Scritto da: Aisha Porter-Christie

### Trama
Simon incontra per la prima volta Heidi, che lo vuole come suo Sire e si mostra molto gelosa. Alec e Magnus hanno un altro litigio per via dell'immortalità dello stregone. Jace trascorre del tempo con Lilith e viene incaricato di trovare l'ultimo mondano virtuoso per completare il rito e resuscitare Jonathan.
Nel frattempo, Maryse viene derunizzata ed esiliata dal Clave, per sollevarle il morale, i suoi figli organizzano una cena di famiglia. Isabelle invita Charlie, il mondano che frequenta. Jace, controlla la folla per trovare la prossima vittima da portare alla madre dei demoni e, inizialmente, la sua attenzione viene assorbita proprio da Charlie, chirurgo pediatrico. Alec invita Magnus, che non si presenta, e incomincia, tra un bicchiere e l'altro, a sfogarsi con Underhill, un altro Shadowhunter.
Nei bagni del locale Isabelle viene aggredita da Heidi, che la crede fidanzata di Simon. Il vampiro la salva prima che la Shadowhunter la arresti, ma con grande dispiacere decide comunque di consegnarla ai Preator Lupus per farla aiutare. Jace, impossibilitato ad avvicinarsi a Charlie, trova una nuova vittima: Ollie, la partner di Luke.
Clary si consulta con Magnus e Fratello Zaccaria sul demone sconosciuto che ha ucciso l'angelo. Scopre che Jace non si è mai presentato alla Città Silente per farsi curare dai Fratelli Silenti e si mettono sulle sue tracce. Mentre cercano di sventare l'attacco a Ollie da parte del Gufo, questo viene colpito e si smaschera, rivelando di fronte a tutti i presenti la sua vera identità prima di scappare.
- Ascolti USA: 0,43 milioni[29]

## Sale nella ferita
- Titolo originale: Salt in the Wound
- Diretto da: Joshua Butler
- Scritto da: Celeste Vasquez

### Trama
Rivelata la vera identità del Gufo, Clary si trova costretta a rivelare agli altri di aver riportato in vita Jace e decidono poi di trovare il modo di aiutare l'amica prima che lo sappia il Clave. Magnus cerca un antidoto alla sua pozione che ha fatto disinnamorare Jace di Clary, gli Shadowhunter nel frattempo vanno ad Alicante per rubare la configurazione Malachi per catturarlo.
Anche Jace si reca ad Alicante, su ordine di Lilith, per recuperare i resti del padre di Jonathan, Valentine, tenuti al cimitero dei nephilim caduti in disgrazia. L'area è di massima sicurezza e per accedervi serve l'impronta del pollice dell'Inquisitrice Herondale. Jace parla quindi con la nonna che, a conoscenza della sua condizione, cerca di fermarlo, ma lo Shadowhunter non esita a pugnalarla. Negli ultimi istanti di vita, l'Inquisitrice riesce ad avvertire Alec, Clary e Izzy che, raggiunto il cimitero, riescono ad attivare la configurazione di Malachi e a catturare Jace. Clary fa scappare Alec e Izzy con Jace usando la sua runa del trasporto restando indietro e viene arrestata.
Maia scopre che il nuovo coinquilino di Simon è Jordan Kyle, il lupo mannaro che l'ha trasformata. In passato, Jordan e Maia sono stati fidanzati finché il ragazzo, in preda allo sconforto per la loro separazione, la trasformò per poi lasciarla a se stessa. Alla fine, Maia affronta nuovamente Jordan e gli chiede di non abbandonare anche Simon.
Ollie, sacrificata la madre, si reca presso il tempio di Lilith. Qui si recano anche Simon e Luke, quest'ultimo in colpa per averle svelato l'esistenza del Mondo delle Ombre. Simon si confronta con due dei discepoli della madre dei demoni e, involontariamente, li disintegra con il suo marchio. Lilith percepisce il potere e capisce che il responsabile è un vampiro diurno.
- Ascolti USA: 0,42 milioni[30]

## Una camminata nell'oscurità
- Titolo originale: A Heart of Darkness
- Diretto da: Ari Sandel
- Scritto da: Jamie Gorenberg

### Trama
Clary si consegna al Clave per proteggere Jace e qui viene interrogata con la Spada dell'Anima, che la costringe a dire la verità. Svelati i suoi piani e il segreto anche al Console Penhallow, viene condannata a morte.
Saputo l’accaduto Luke, per non perdere dopo Jocelyn anche Clary, decide di farla evadere dalle prigioni di Alicante, nonostante le proteste di Maryse.
Lilith fa visita alla Regina Seelie per far rimuovere il Marchio di Caino dal Diurno Simon, unica cosa in grado di uccidere i discepoli della madre dei demoni e di bandire Lilith stessa, ma la Regina Seelie non accetta e in cambio le riferisce la posizione del Gufo.
Alec e Isabel, con l'aiuto di Magnus, entrano nella mente di Jace per recuperarlo: prigioniero della sua stessa mente, lo Shadowhunter è costretto a uccidere in un ciclo continuo la sua amata Clary. Preso dalla disperazione e con la paura di essere ricatturato da Lilith, Jace chiede ai suoi fratelli di porre fine alla sua vita, ma prima di completare il rituale la Regina di Edom li tramortisce e se lo riprende.
Maia, dopo l'ennesima discussione con Jordan, se ne va.
- Ascolti USA: 0,42 milioni[31]

## Familia ante omnia
- Titolo originale: Familia Ante Omnia
- Diretto da: Matt Hastings
- Scritto da: Taylor Mallory

### Trama
Jia Penhallow vuole resuscitare Valentine per chiedergli informazioni su un demone e Clary lo riporta indietro usando una Runa creata da lei.
Luke, nel frattempo, chiede aiuto per il suo piano di evasione al suo branco che, però, si ribella e chiede a Luke di scegliere tra il suo clan, la sua posizione di capo e la ragazza che il licantropo considera come sua figlia.
Heidi obbliga Simon a tornare alla sua vecchia casa e si nutre di sua sorella Rebecca.
Una volta deattivata la Runa, Valentine torna a essere morto. Jace riesce a prendere la carne di Valentine e, inoltre, rapisce Clary per il suo cuore, ingrediente che serve a Lilith per riportare in vita Jonathan.
- Ascolti USA: 0,37 milioni[32]

## Erchomai
- Titolo originale: Erchomai
- Diretto da: Jeff Hunt
- Scritto da: Bryan Q. Miller

### Trama
Jace porta Clary da Lilith, che le traccia una Runa demoniaca per legare la sua energia vitale con quella di Jonathan.
Simon, dopo ciò che ha fatto alla sorella a cui racconta tutta la verità sulla sua trasformazione però senza cancellarle la memoria, si sente tremendamente in colpa e decide di usare i suoi poteri per far credere a sua madre che lui è morto a causa di un incidente.
Nel frattempo Magnus decide di andare a Edom a incontrare suo padre, Asmodeo, affinché gli riveli come liberare Jace dalla possessione di Lilith, finendo per barattare la sua magia. Alec capisce che Clary si trova a New York, grazie alle tracce di sangue che ha lasciato apposta ferendosi la mano, così con Isabelle, Luke e Simon ideano un piano per recuperarla. Alec è costretto a combattere contro Jace, che sembra avere la meglio e lo trafigge al cuore con una freccia, ma prima che Jace possa ucciderlo, Magnus lo libera dalla possessione facendolo tornare in sé.
Isabelle e Luke combattono contro i mondani posseduti, mentre Simon raggiunge Clary e cerca di distruggere la bara di Jonathan mentre lei tiene impegnata Lilith. La madre dei demoni però riesce a colpirlo e a spingerlo giù dalla finestra; Clary cerca di raggiungerlo ma viene trattenuta dalla mano di Jonathan. Lilith, colpita dal marchio di Caino di Simon, viene bandita nuovamente a Edom con un'esplosione.
Jace, arrivato pochi secondi dopo, chiede a Simon dove si trova Clary ma lui, dilaniato dal dolore, gli risponde che è morta a causa sua.
- Ascolti USA: 0,31 milioni[32]

## Anime perse
- Titolo originale: Lost Souls
- Diretto da: Matt Hastings
- Scritto da: Todd Slavkin e Darren Swimmer

### Trama
Da quando Lilith è stata rispedita a Edom, Jace continua a torturarsi ritenendosi responsabile per le azioni che ha commesso quando era il Gufo. Nel frattempo, Alec e Isabelle stanno cercando di catturare i prigionieri evasi dalla Guardia, nonostante i loro sospetti che il Clave torturi i nascosti.
Magnus, che ormai non è più in possesso della sua magia, accetta di fare da babysitter a Matzie assieme ad Alec. Iris, decisa a riprendersi la nipote, rapisce Magnus per sapere il luogo in cui la bambina è stata nascosta frugando nei suoi ricordi. Con uno stratagemma e con l'aiuto di Catarina Loss, eventualmente Iris viene ricatturata e Magnus viene liberato.
Simon sentendosi responsabile per la morte di Clary e ciò che è successo con la sua famiglia, non vuole avere intorno nessuno per paura di far loro del male a causa del marchio di Caino. Maia, tornata in città, apprende ciò che ha passato Simon da Isabelle e sentendosi in colpa per non essergli stata vicino, lo aiuta a rintracciare Raphael. Il vampiro suggerisce a Simon di cercare il più antico vampiro di New York nelle fogne per ottenere informazioni su come tornare a essere un normale diurno.
Luke, che nel frattempo si è trasferito in un hotel, è convinto che Clary sia viva e cerca di convincere Jace a cercarla seguendo dei dati su un cambiamento atmosferico verificatosi durante l'esplosione dell'appartamento.
Risvegliatasi dopo alcuni giorni, Clary incontra Jonathan, tornato in vita con il suo vero volto. Cercando di fuggire, scopre di trovarsi in Siberia e nonostante Jonathan cerchi di convincerla a fidarsi di lui, Clary si rifiuta. In un momento di distrazione la Shadowhunter conficca un coltello nel collo di Jonathan, solo per scoprire che il marchio di Lilith ha unito le loro vite.
- Ascolti USA: 0,37 milioni[33]

## Peccato originale
- Titolo originale: Original Sin
- Diretto da: Matt Hastings
- Scritto da: Alex Schemmer

### Trama
Simon e Isabelle scendono nelle fogne alla ricerca del più antico vampiro di New York, che con grande sorpresa si rivela essere Caino stesso. Caino racconta loro tutta la verità sulla sua storia: di come Lilith per vendicarsi di suo padre lo abbia messo contro Abele, lo abbia trasformato in un vampiro per indurlo a bere il sangue di suo fratello e di come la Regina Seelie lo abbia marchiato con quel simbolo per proteggerlo. Per liberarsi del marchio, Caino consegna a Simon la pietra con cui uccise Abele per sottoporsi alla cerimonia. Liberato dal marchio, ma molto indebolito, Isabelle gli offrirà il suo sangue.
Magnus cerca di adattarsi alla nuova vita da mortale cercando di fare più cose possibili. Alec, al termine di una giornata indaffarata, gli consiglia di non avere fretta e di vivere il presente senza pensare sempre al futuro. Jace e Luke, in Siberia, raggiungono il luogo dove si trovavano Clary e Jonathan, ma sfortunatamente arrivano troppo tardi, tuttavia le loro precedenti ricerche confermano che l'appartamento si sposta lasciando delle tracce.
Nel frattempo Clary e Jonathan arrivano a Parigi; Jonathan vorrebbe che Clary si fidasse di lui e che gli desse la possibilità di essere dei veri fratelli, ma lei cerca in ogni modo di fuggire, arrivando anche a sottrarre lo stilo a uno Shadowhunter per mandare un messaggio ai suoi amici. Jonathan è alla ricerca di una spada appartenuta alla loro famiglia la "Stella del Mattino", un'arma molto misteriosa e pericolosa, ma il demone che la custodiva dichiara di non averla più. Dopo aver ucciso sia il demone sia lo Shadowhunter che aveva cercato di arrestare Clary per avergli rubato lo stilo, Jonathan si impossessa del quaderno con i nomi dei clienti del demone. Jace, Luke e Alec arrivano a Parigi per salvare Clary, Jonathan è costretto alla fuga e torna nell'appartamento dove lancia un urlo di disperazione per il tradimento di Clary, mentre quest'ultima può finalmente riabbracciare Jace.
- Ascolti USA: 0,31 milioni[34]

## Beati bellicosi
- Titolo originale: Beati Bellicosi
- Diretto da: Mike Rohl
- Scritto da: Brian Millikin

### Trama
Clary torna all'Istituto e con Jace si mette subito alla ricerca di informazioni sulla runa di Lilith e scoprono che anche l'Arcangelo Michele e Lucifero possedevano la stessa runa e che quando venne cacciato il marchio sparì. Luke e Maryse si recano al negozio dello stregone amico di Jocelyn e aprono la cassaforte dove sono tenuti dei volumi con informazioni sulla runa di Lilith e la spada Stella del Mattino; in momento di intesa si baciano.
Isabelle, dopo essersi ripresa dal morso di Simon, teme di avere una ricaduta, ma Magnus e Alec la esortano a non affrontare la cosa da sola e di fidarsi delle persone che l'amano. Allo stesso tempo Isabelle si mette in contatto con uno dei soldati della Guardia riguardo alle voci sulla tortura dei Nascosti, ma prima dell'incontro l'uomo viene ferito da una lama angelica e prima di morire lascia un indizio: Fuoco celeste. Sospettosi, Alex e Izzy, si rivolgono alla madre che rivela loro che "Fuoco celeste" era il nome in codice di un programma segreto e li invita a non indagare.
Maia è preoccupata, il branco si sta sgretolando a causa di Russel, il nuovo Alpha, e Luke la esorta a prendersi il posto alla guida del branco. Simon informa Jordan che non è più in possesso del marchio di Caino e Jordan lascia quindi il suo incarico di custode.
I Pretor capitanati da Jordan continuano a dare la caccia a Heidi, ma lei si dimostra più furba riuscendo a uccidere uno di loro. La vampira si reca quindi all'Hotel Dumort per chiedere la protezione del clan, ma questi rifiutano, anche perché lei omette la verità sul motivo della sua fuga. Heidi con uno stratagemma riesce a mandare i Pretor dal clan di vampiri con l'intenzione di far scoppiare una guerra tra le due fazioni. Il suo piano riesce, i Pretor violano l'Hotel Dumort e i vampiri, convinti da Heidi, assalgono il Jade Wolf uccidendo una parte del branco e ferendo Jordan. Quest'ultimo e Maia riescono a rifugiarsi sul retro ma si ritrovano in trappola.
- Ascolti USA: 0,35 milioni[35]

## Un bacio da una rosa
- Titolo originale: A Kiss from a Rose
- Diretto da: Salli Richardson
- Scritto da: Zoe Broad

### Trama
Maia e Jordan sono ancora intrappolati nel retro del Jade Wolf dopo l'attacco dei vampiri che hanno sterminato il branco. Non trovano una via di uscita, pensano al loro passato e Maia perdona Jordan per averla trasformata e dice di essere arrabbiata con sé stessa per essersi innamorata di lui. Luke e Simon arrivano in tempo per salvarli, ma quando la polizia arriva Luke resta nel ristorante facendosi arrestare per permettere agli altri di uscire.
Clary e Jace hanno un appuntamento romantico su una pista da ghiaccio; quando Jace si allontana un momento però viene aggredito da Jonathan che poi ne prende le sembianze. Dopo qualche segnale Clary si accorge dello scambio e chiama rinforzi. Quando però Isabelle, Jace e altri Shadowhunter arrivano, Clary, sotto l'influenza del fratello, non riesce a mantenere la presa e lo lascia andare.
Magnus chiede a Lorenzo Rey, il nuovo Sommo Stregone di Brooklyn, di aiutarlo a riprendersi la sua magia. Lorenzo accetta, avvisandolo dei rischi, in cambio del loft di Magnus. Risciacquata la magia, Magnus e Alec localizzano la spada Stella del Mattino, solo per poi scoprire che era già stata sostituita con un falso. Leggendo le iscrizioni sulla spada, Alec capisce che Jonathan potrebbe utilizzare la spada per evocare un esercito di demoni.
Mentre torna all'Istituto Magnus incomincia a perdere sangue dal naso.
- Ascolti USA: 0,31 milioni[36]

## Ai figli della notte
- Titolo originale: To The Night Children
- Diretto da: Siluck Saysanasy
- Scritto da: Peter Binswanger

### Trama
Heidi celebra la sua vittoria sui lupi mannari finché Griffin, il capo clan, la informa che Maia e Jordan sono sopravvissuti e stanno testimoniando contro di lei. Heidi va quindi all'Istituto per informare Alec e Isabelle che i vampiri hanno pianificato tutto e lei non è riuscita a fermarli. Isabelle non le crede, ma Alec le promette l'assoluzione in cambio dei nomi dei colpevoli.
Luke decide di confessare il massacro del Jade Wolf, non volendo coinvolgere altri mondani. Maia, in cerca di vendetta, incontra Heidi in un vicolo e, con uno stratagemma, si fa mordere. La vampira si sente male subito dopo e Maia rivela di essersi iniettata dell'acqua santa, Heidi lentamente si trasforma in pietra e si disintegra.
Aline arriva all'Istituto di New York per catturare Jonathan e consegnarlo alla giustizia in modo che risponda della morte di Sebastian. Durante la sua visita si scontra con Clary in modo da far sentir dolore a Jonathan e la deride per averlo lasciato scappare; Clary, in vantaggio, prende furiosamente a pugni Aline finché Jace non interviene per fermarla. Dopo lo scontro, Clary esce per calmarsi e incontra il fratello. Jonathan insiste che sia la runa a farli avvicinare sempre di più e le ribadisce il suo amore; ancora una volta Clary lo lascia andare senza avvertire nessuno.
Isabelle decide di arrestare Raphael e di portarlo al Clave, dopo che Alec scopre gli esperimenti e le torture che il vampiro ha inflitto su Heidi.
Alec invita Magnus a vivere all'Istituto, ma lo stregone non è ben accolto dal resto degli Shadowhunter e continua ad avere emicrania per l'utilizzo della magia. Nell'ufficio di Alec, la coppia ha un momento intimo, ma all'improvviso lo stregone cade a terra tossendo sangue.
- Ascolti USA: 0,35 milioni[37]

## Resta con me
- Titolo originale: Stay With Me
- Diretto da: Amanda Row
- Scritto da: Aisha Porter-Christie

### Trama
Il corpo di Magnus sta rigettando la magia di Lorenzo, dunque Alec convince il Sommo Stregone di Brooklyn a riprendersi la magia per salvare Magnus.
Jonathan cerca di uccidere Lilith a Edom, ma proprio in quel momento Clary la invoca sulla Terra, salvandola, per chiederle di togliere la Runa che la lega al fratello. Jonathan arriva poco dopo, ferisce Jace e Izzy, ma Simon e Clary riescono a fermarlo e a spedirlo in una cella dell'Istituto.
Alec rassicura lo stregone che continuerà ad amarlo anche senza la magia e va da sua madre chiedendole l'anello della famiglia Lightwood con l'intenzione di fare la proposta di matrimonio a Magnus.
- Ascolti USA: 0,37 milioni[38]

## Fuoco celeste
- Titolo originale: Heavenly Fire
- Diretto da: Shannon Kohli
- Scritto da: Celeste Vasquez

### Trama
Clary interroga Jonathan a proposito della spada Stella del Mattino. La spada può essere maneggiata solo da un Morgenstern.
Isabelle manda Simon in una missione sotto copertura come prigioniero per scoprire nuove informazioni sul progetto "Fuoco celeste". Durante la missione il vampiro incontra Raphael e Iris. Durante la permanenza nella prigione a Raphael viene iniettato un siero che lo trasforma nuovamente in un mondano, per la sua felicità.
Simon e Isabelle scoprono che dietro il progetto c'è Victor Aldertree e che il suo fine è di mischiare il siero nelle falde acquifere per liberare definitivamente il mondo dai Nascosti. Helen Blackthorn, una mezza Shadowhunter e mezza Seelie, si pente di aver fatto parte del progetto e aiuta Simon a recuperare alcune fiale da dare a Clary in modo da rimuovere la runa demoniaca che la lega al fratello.
Aldertree viene arrestato per ordine di Jia e grazia Raphael e gli altri Nascosti.
Alec organizza una cena romantica per Magnus per chiedergli la mano, ma lo stregone si presenta completamente ubriaco e ha una crisi per la perdita della sua magia e dell'immortalità, vedendolo così distrutto Alec non ritiene fargli la fatidica domanda.
- Ascolti USA: 0,31 milioni[39]

## La bestia all’interno
- Titolo originale: The Beast Within
- Diretto da: Joshua Butler
- Scritto da: Taylor Mallory

### Trama
Un demone si aggira nelle strade di New York la sera di Halloween terrorizzando i mondani.
Isabelle cerca di rimuovere la runa del legame da Clary e Jonathan con il siero Fuoco celeste, ma la formula risulta essere troppo debole, nonostante i test con il sangue di Jonathan fossero positivi.
Becky fa visita a Simon, per passare del tempo insieme, e rivela che ha deciso di trasferirsi in Florida per aiutare la madre a superare il dolore di aver perso il figlio. Durante un incontro con i Lightwood, Becky capisce che Simon ha una cotta per Isabelle e lo incoraggia a provarci.
Il demone Drevak riesce a ferire Clary che sviene e soccombe alla runa demoniaca, tirando fuori la sua parte oscura. L'attacco del demone si rivela essere solo un diversivo per liberare l'Istituto dagli Shadowhunter. Lanaia, una seelie che aveva brevemente servito Jonathan, si infiltra all'Istituto e cerca di ucciderlo per ordine della Regina Seelie. Proprio in quel momento, Clary arriva nella cella con un portale, uccide Lanaia e fugge con il fratello.
Alec contatta Asmodeo tramite una strega per chiedere di restituire la magia e l'immortalità a Magnus. Il demone accetta a condizione che Alec spezzi il cuore allo stregone lasciandolo, senza rivelargli dell'accordo. Con suo sommo dispiacere Alec, per assicurare la felicità a Magnus, accetta l'accordo. Asmodeo nel frattempo, usando il portale aperto precedentemente, riesce a scappare da Edom e va in cerca del figlio.
- Ascolti USA: 0,34 milioni[40]

## Aku cinta kamu
- Titolo originale: Aku Cinta Kamu
- Diretto da: Todd Slavkin
- Scritto da: Jamie Gorenberg

### Trama
Al fine di liberare Clary dall'influenza di Jonathan e impedire al Clave di ucciderla, Jace va sotto copertura, convincendo Clary che il suo amore per lei è più importante dell'istituto, unendosi a loro nella loro ricerca della spada Stella del Mattino. La spada è posseduta dalla Regina Seelie, che Clary e Jonathan hanno intenzione di rapire, in un night club di Praga frequentato da Nascosti e dalla stessa Regina. Tuttavia, Jonathan scopre l'inganno di Jace quando viene rivelato l'anello Seelie che ha usato per contattare Alec attraverso la telepatia. Clary minaccia di uccidere Jace se si mette di nuovo sulla loro strada e lo rimanda attraverso un portale di nuovo all'Istituto di New York.
Usando le nanoparticelle di Glorious e il sangue di Simon, Isabelle crea una formula più potente per spezzare definitivamente il legame tra Clary e Jonathan e forgia una spada impregnata del Fuoco celeste.
Raphael dice a Maia e Jordan del siero di Fuoco Celeste che lo ha reso umano. Jordan ruba l'unica fiala rimasta segretamente.
Magnus è disperato dopo la fine della sua relazione con Alec e riceve una visita da suo padre Asmodeo che gli restituisce la magia. Chiede poi al Fratello Silente Zacaria, di cancellare i suoi ricordi dello Shadowhunter che gli ha spezzato il cuore, ma lui rifiuta. Magnus, dopo aver girato la città ricordando i posti dove lui e Alec hanno trascorso del tempo insieme, cerca quindi seppellire i suoi ricordi da solo, ma il padre lo ferma e Magnus trova conforto tra le sue braccia.
- Ascolti USA: 0,32 milioni[41]

## Città di vetro
- Titolo originale: City of Glass
- Diretto da: Matt Hastings
- Scritto da: Bryan Q. Miller

### Trama
Jonathan ottiene la spada Stella del Mattino in cambio della Regina Seelie, al momento dello scambio Jace e Isabelle riescono a rimuovere la runa di legame da Clary con Glorious ma poco prima che Jace uccida Jonathan quest'ultimo riesce a scappare.
Asmodeo aiuta Magnus a reclamare il suo appartamento, ora di proprietà di Lorenzo, e trasforma il Sommo Stregone di Brooklyn in una lucertola. Grazie all'intervento di Maryse, Magnus scopre il piano di Alec di chiedergli la mano e viene a conoscenza dell'accordo che ha fatto il principe di Edom. Lo stregone affronta quindi il padre e arrabbiato per ciò che ha fatto lo manda in un limbo eterno.
Jordan vuole che Maia prenda la fiala del fuoco celeste rubata per ritornare umana, ma lei rifiuta. Più tardi quella notte, Jordan muore per una ferita da avvelenamento d'argento (che il Pretore Lupus non può curare) e Maia diventa il nuovo Alpha del branco.
Jonathan riesce ad aprire una spaccatura tra Alicante ed Edom e a distruggere la spada Stella del Mattino. Durante lo scontro tra demoni e Shadowhunter, Magnus si riappacifica con Alec e i due si fidanzano, ma poi lo stregone è costretto a recarsi a Edom per incrementare i suoi poteri e chiudere la spaccatura, impedendo ai demoni di tornare ad Alicante.
- Ascolti USA: 0,33 milioni[42]

## Alleanza
- Titolo originale: Alliance
- Diretto da: Todd Slavkin
- Scritto da: Bryan Q. Miller, Jamie Gorenberg e Peter Binswanger

### Trama
La regina Seelie offre la sua protezione a Jonathan nella sua corte. Nel frattempo a Edom Magnus incontra Lilith, la quale vuole che lo stregone riapra la spaccatura per poter uccidere Jonathan, ma lui rifiuta e la congeda. Luke, costretto dal Pretor, si inietta con il rimanente siero di fuoco celeste, tornando a essere uno Shadowhunter.
Simon decide di provarci con Isabelle e seguire i suoi sentimenti, quando si baciano, però, la Shadowhunter viene avvolta dalle fiamme. Helen la esamina e ha una brutta notizia: il corpo di Isabelle è stato infuso dal fuoco celeste e il suo corpo diventerà instabile ogni volta che si avvicina a qualcosa con sangue di demone, come i Nascosti, raccontandole che tempo fa durante i primi esperimenti uno scienziato Shadowhunter aveva subito la stessa sorte per poi morire tempo dopo a causa dell'instabilità del siero. Isabelle decide quindi di sfruttare questo effetto per andare a Edom.
Dopo aver creato una runa che lega Shadowhunter e Nascosti, Clary, Jace, Simon e Alec, accompagnati da Meliorn e Lorenzo Rey, si recano a Edom per salvare sia Magnus sia Isabelle. Clary ottiene i poteri di vampiro di Simon, Alec la magia di Lorenzo e Jace l'incapacità di mentire di Meliorn.
- Ascolti USA: 0,31 milioni[43]

## Tutte le cose belle...
- Titolo originale: All Good Things...
- Diretto da: Todd Slavkin
- Scritto da: Todd Slavkin e Darren Swimmer

### Trama
La squadra affronta Lilith nella sua forma di demone, Isabelle con il fuoco celeste dentro di sé riesce a sconfiggerla. L'esplosione però distrugge anche Edom.
Magnus è più che desideroso di sposare Alec e si rifiuta di aspettare ancora.
All'istituto Clary riceve la visita dello spirito dalla madre defunta che la avverte di non creare un'altra runa né ora né mai, poiché le ultime due rune da lei create hanno fatto infuriare gli Angeli, e se violerà questa loro decisione  verrà privata dei suoi poteri e dei suoi ricordi come punizione per aver approfittato dei suoi doni, poiché gli angeli lo vedono come una rottura dell'ordine naturale delle cose. La goccia che ha fatto traboccare il vaso è stata la creazione della runa dell'alleanza creata per salvare Izzy.
Jonathan rinato in forma di demone più malvagio di prima uccide la Regina dei Seelie e incomincia il suo regno di terrore prendendo di mira gli Istituti di tutto il mondo. Attacca anche l'Istituto di Los Angeles, uccidendo tutti, ma risparmiando Robert e Max Lightwood, che fanno una richiesta di soccorso all'Istituto di New York e lasciano un messaggio da Jonathan a Clary: Jonathan vuole che Clary guardi il mondo morire e sapere che è tutto a causa sua. Clary non ha scelta e anche se questo le costerà caro decide di affrontarlo da sola e fermarlo. Crea una nuova runa, che le dona delle ali d'angelo con cui abbraccia Jonathan fino a ucciderlo, incominciando a perdere le rune.
Durante il matrimonio di Alec e Magnus, Clary lascia delle lettere ai suoi amici dell'Istituto mentre tutte le sue rune scompaiono, perdendo i suoi poteri e i ricordi del Mondo delle Ombre.
Un anno dopo, Alec è divenuto l'Inquisitore del Clave, Isabelle è il nuovo capo dell'Istituto di New York e Magnus è il Sommo Stregone di Alicante. Maia compra e gestisce il Jade Wolf (ora ribattezzato Taki) frequentato da Nascosti e Simon completa il fumetto a cui stava lavorando, continuando ad allenarsi nella lotta assieme a Jace.
Nel frattempo, Jace non è stato in grado di superare il suo amore per Clary, nonostante Simon insista sul fatto che dovrebbe lasciarla sola e che dovrebbe trovarsi un'altra ragazza. Jace dice che non ci sarà mai nessun'altra che possa prendere il posto del suo grande amore. Clary torna a diventare un'artista ed esibisce i suoi dipinti, che sembrano rappresentare delle reminiscenze dei suoi ricordi. Quando Clary e Jace incrociano gli sguardi, lei riconosce lui e la runa sul suo collo, suggerendo che gli angeli potrebbero aver perdonato Clary per le sue azioni passate e che magari un giorno restituiranno doni e ricordi a Clary, così che lei e Jace possano finalmente avere il loro lieto fine.
- Ascolti USA: 0,31 milioni[43]